# Ivacaftor
Ivacaftor es un medicamento para el tratamiento de la fibrosis quística. Únicamente está indicado en los casos en que la enfermedad está provocada por una determinada mutación, la cual afecta solamente a entre el 4 y el 5% de los pacientes. El fármaco ha sido desarrollado por el laboratorio Vertex Pharmaceuticals y se vende bajo del nombre comercial de Kalydeco. Se presenta en forma de comprimidos de 150 mg, la dosis habitual es un comprimido cada 12 horas.

## Indicaciones
Está autorizado para tratar la fibrosis quística de pacientes mayores de 6 años, únicamente cuando la enfermedad está causada por la mutación G551D en el gen CFTR. Se han descrito más de 1000 mutaciones diferentes en el gen CFTR que pueden causar la enfermedad.

## Mecanismo de acción
El mecanismo de acción se basa en la potenciación de la proteína CFTR cuya función se realiza defectuosamente como consecuencia de la mutación G551D. La fibrosis quística está causada por una mutación en el gen CFTR que origina alteraciones en los canales proteicos celulares que intervienen en la producción de moco y secreciones digestivas, debido a ello estos pacientes producen un moco en las vías respiratorias más espeso de lo normal. El ivacaftor mejora el transporte de iones a través de los canales proteicos, haciendo que el moco secretado sea más fluido, disminuyendo por lo tanto los síntomas respiratorios y el número de infecciones respiratorias graves.

## Efectos secundarios
Algunos de los efectos secundarios más frecuentemente observados han sido: dolor abdominal (15,6%), diarrea (12,8%), mareos (9,2%), erupciones en la piel (12,8%), reacciones en las vías
respiratorias superiores, incluyendo infección, congestión nasal, dolor faringeo, rinitis y congestión de los senos paranasales (63,3%), dolor de cabeza (23,9%).

## Coste
El elevadísimo precio del medicamento hace que el coste del tratamiento de un paciente durante un año se eleve a más de 300.000 dólares (2014), cifra inasumible para la economía de los afectados y para los sistemas de salud de la mayor parte de los países del mundo. Por ello se ha solicitado en diversos foros al laboratorio fabricante una disminución de los precios, lo cual probablemente aumentaría las ventas, obteniendo finalmente la empresa fabricante los mismos beneficios económicos, pero favoreciendo la salud de muchos más pacientes.